# Opilioacarus texanus
Opilioacarus texanus är en spindeldjursart som först beskrevs av Chamberlin och Stanley B. Mulaik 1942.  Opilioacarus texanus ingår i släktet Opilioacarus och familjen Opilioacaridae. Inga underarter finns listade i Catalogue of Life.